# ديفيد نيلسون (مناهض للعبودية)
ديفيد نيلسون (24 سبتمبر 1793-17 أكتوبر 1844) هو وزير وطبيب وناشط أمريكي بريسبيتاريّ مناهض للعبودية، أسس كلية ماريون (ميزوري) وشغل منصب رئيسها الأول. كلية ماريون، كلية بروتستانتية للعمل اليدوي، هي أول مؤسسة معتمدة للتعليم العالي في ولاية ميزوري. ولد الدكتور نيلسون في ولاية تينيسي، وقد كان الدكتور في السابق مالكًا للعبيد ولكنه أصبح من دعاة إلغاء عقوبة الإعدام «المتنورين» بعد سماع خطاب ثيودور دوايت ويلد. لم يحظ نيلسون بشعبية بين المجموعات المناصرة للعبودية في شمال شرق ميزوري، واستقال من منصبه كرئيس لكلية ماريون في عام 1835. في عام 1836، هرب نيلسون من ميزوري إلى كوينسي، إلينوي، بعد أن طُعن مالك العبيد الدكتور جون بوسلي في إحدى عظاته. استقر نيلسون بعد ذلك في كوينسي، حيث أسس معهد التبشير لتعليم المبشرين الشباب. كان معهد التبشير مناهضًا للعبودية بشكل معلن، وغدا موقعان من مواقع المعهد محطتين معروفتين في السكك الحديدية تحت الأرض بمساعدة الأمريكيين من أصل إفريقي على الهروب إلى كندا والتحرر من العبودية.
نيلسون هو مؤلف كتاب «سبب وعلاج الكفر» والذي يتضمن سردًا لاعتناقه المسيحية. وقد كتب أيضًا كلمات أغنية ذا شاينينغ شور وهي ترنيمة شهيرة للمؤلف جورج فريدريك روت. يُقال إن نيلسون كتب الكلمات عندما كان هاربًا في مقاطعة ماريون بولاية ميزوري، وهو ينظر عبر نهر المسيسيبي باتجاه كوينسي، إلينوي.

## التعليم وبدايات المسيرة المهنية
ولد ديفيد نيلسون بالقرب من جونزبورو في شرق تينيسي عام 1793. ينحدر والديه في الأصل من مقاطعة روكبريج، فيرجينيا. كان والده هنري نيلسون قسيسًا في الكنيسة البريسبيتاريّة. كانت والدته، آنا كيلسي نيلسون، معلمة. درس كلاهما في كلية واشنطن، التي أسسها صموئيل دوك، مالك العبيد الذي أصبح فيما بعد من دعاة إلغاء العبودية. ارتاد ديفيد كلية واشنطن وتخرج منها عام 1809 في سن السادسة عشرة.

### التدريب والممارسة الطبية
درس نيلسون الطب في البداية في دانفيل، كنتاكي، تحت إشراف الجراح الرائد إفرايم ماكدويل. ثم انتقل إلى كلية الطب في فيلادلفيا، حيث نال درجته في الطب عام 1812. في سن التاسعة عشرة، عاد إلى كنتاكي بهدف ممارسة الطب. مع اندلاع حرب 1812، انضم إلى كتيبة في كنتاكي بدلًا من ذلك، وذهب إلى كندا كجراح عسكري. 
بعد الحرب، عاد إلى جونزبورو، تينيسي، حيث ترعرع. افتتح نيلسون عيادة طبية وكان يكسب ثلاثة آلاف دولار في السنة. في 15 مايو 1816، تزوج من أماندا فرانسيس ديديك، ابنة ديفيد ديديك، وهو تاجر مرموق. هربا سويًة لأن والدها لم يوافق على الدكتور نيلسون، الذي كان صاحب سمعة بأنه لاعب ورق نهم ومقامر.
في تلك الفترة، كان إليهو أمبري وبنجامين لوندي ينشران صحفًا مناهضة للعبودية في جونزبورو. ومع ذلك، احتفظ نيلسون بالعبيد خلال السنوات التي قضاها في ولايتي تينيسي وكنتاكي، وتبنى لأول مرة وجهات نظره المناهضة للعبودية في وقت لاحق في ميزوري.

### دخوله مجال الكهنوت
على الرغم من أن نيلسون قضى عدة سنوات مشككًا في إيمانه، لكنه غير رأيه وبدأ في دراسة علم اللاهوت بشكل خصوصي مع القس روبرت جلين. وبحسب ما ورد فقد ألهمه المبشر إلياس كورنيليوس من المجلس الأمريكي للمبشرين للبعثات الأجنبية، الذي ألقى خطبة عندما مر عبر ولاية تينيسي. في أبريل 1825، حصل نيلسون على ترخيص لإلقاء الوعظ من قبل كنيسة أبينجدون البريسبيتاريّة في فيرجينيا، وبعد ستة أشهر رُسم قسيسًا في روجرزفيل، تينيسي. ألقى نيلسون العظات في شرق تينيسي لمدة عامين، وسافر مع فريدريك أوغسطس روس عبر أوهايو وتينيسي وكنتاكي، بصفتهما واعظان ضيوف في الكنائس ولقاءات الإحياء. وقد تعاون نيلسون مع روس وجيمس غالاهر في تحرير مجلة الكالفينية.
في عام 1828، أصبح نيلسون قسيسًا في الكنيسة البريسبيتاريّة في دانفيل، كنتاكي، خلفًا لشقيقه صموئيل الذي توفي. تنقل كثيرًا ضمن ولاية كنتاكي بصفته وكيلًا لجمعية التعليم الأمريكية، وأعطى دروسًا في المجال الطبي. اكتسب القس نيلسون سمعة طيبة باعتباره خطيبًا وواعظًا ماهرًا يمكنه «المفاجأة والإثارة ... بفصاحة وعاطفة». كان طوله ستة أقدام وبوصتين، وصدره واسع، لذا فقد تمتع بصوت غنائي قوي استخدمه بفعالية خلال العبادة.

## تأسيس كلية ماريون
في عام 1830، انتقل القس الدكتور ديفيد نيلسون إلى ميزوري واستقر في ما يعرف الآن باسم يونيون تاونشيب، على بعد 13 ميلًا شمال غرب بالميرا، في مقاطعة ماريون. أرسل إلى شمال شرق ولاية ميزوري من قبل الجمعية التبشيرية للوطن الأمريكي، جنبًا إلى جنب مع العديد من القساوسة البريسبيتاريين الآخرين من ولاية كنتاكي.
سرعان ما خطرت لنيلسون فكرة إنشاء كلية بروتستانتية لتعليم «الشباب الصناع والمزارعين والميكانيكيين». ولذلك تلقى دعمًا ماليًا من شريكين كانا من كبار مالكي الأراضي في المنطقة: الدكتور ديفيد كلارك، أول طبيب استقر في مقاطعة ماريون، وويليام مولدرو، مزارع تقدمي ومضارب. كان مولدرو منخرطًا بشكل كبير في السنوات الأولى من كلية ماريون، وتطورت لاحقًا سمعته باعتباره «صاحب رؤية، أحمق ودجال». كان يُفترض على الطلاب زراعة الأرض لمدة ثلاث ساعات يوميًا. في غضون سنوات قليلة، قرروا إضافة مدرسة لاهوتية، بالإضافة إلى مدرسة إعدادية وقسم أدبي.
في عام 1830، قدم نيلسون وشركاؤه اقتراحهم بإنشاء كلية ماريون إلى الهيئة التشريعية في ميزوري. في 15 يناير 1831، أصبحت كلية ماريون أول مؤسسة معتمدة للتعليم العالي في الولاية. ومُنحت كلية ماريون أيضًا الصلاحية لمنح الشهادات الجامعية. حصل المؤسسون على أحد عشر فدانًا من الأرض، حيث بنوا أول مبنى مدرسي لهم، وهو كابينة خشبية. في عام 1832، أصبح الدكتور نيلسون أول رئيس لكلية ماريون، وكذلك أول مدرس فيها.
سافر نيلسون عبر الولاية لجمع الأموال للكلية. تعهد مجلس التعليم للكنيسة البريسبيتاريّة بمبلغ 10000 دولار لشراء المزيد من الأراضي لكلية ماريون، ولكن حصل سوء فهم وألغيت الاتفاقية. في أبريل 1833، حصل مولدو ونيلسون وكلارك على قرض بقيمة 20000 دولار من أحد البنوك في مدينة نيويورك، لشراء 4000 فدان من الأراضي. في خريف وشتاء عام 1834، قام المؤسسون الثلاثة باستطلاع معارفهم في الشرق وعادوا بمبلغ 19 ألف دولار من التبرعات والاشتراكات.
اعتبارًا من شتاء عام 1834، كانت كلية ماريون عبارة عن مبنى من طابق واحد وعدة كبينات. قدرت صحيفة بالميرا كوريير، وهي صحيفة ديمقراطية جاكسونية عارضت الكلية، أن عدد الطلاب يتراوح بين 20 و 30 طالبًا فقط. وفي الوقت نفسه، قدّرت صحيفة ذا كريسشن ألماناك التي كانت من الداعمين للمدرسة، أن هناك ما يصل إلى 60 طالبًا. في صيف عام 1835، جرى تشييد العديد من المباني الجديدة في مواقع متعددة. بحلول خريف عام 1835، سجل فهرس الكلية ما مجموعه 80 طالبًا، 52 منهم من ولايات أخرى بما في ذلك نيويورك وبنسلفانيا وأوهايو وفيرجينيا.
في عام 1835، استقال الدكتور نيلسون من منصب رئيس كلية ماريون، على الرغم من بقائه في مجلس الأمناء في ذلك العام. الأسباب الدقيقة غير معروفة، لكن من المحتمل أن استقالته كانت تهدف إلى استرضاء المجموعات المناصرة للعبودية في شمال شرق ميزوري. خلف نيلسون القسيس الكاهن البريسبيتاريّ ويليام إس بوتس كرئيس لكلية ماريون. واجهت كلية ماريون مشاكل مالية بين عامي 1837 و 1840، وبدأت فترة انحدارها في مايو 1843. بحلول عام 1844، أغلقت كلية ماريون.